# Ptilodonins
Els pilodonins (Ptilodoninae) són una subfamília de lepidòpters ditrisis de la família dels notodòntids (Notodontidae). De vegades es fusionen dins Notodontinae. La llista de gèneres és preliminar, ja que encara no tots els notodòntids han estat assignats a subfamílies.

## Gèneres
- Allodonta
- Allodontoides
- Epinotodonta
- Epodonta
- Hagapteryx
- Hexafrenum
- Higena
- Himeropteryx
- Hiradonta
- Hyperaeschrella
- Jurivalentinia
- Lophontosia
- Megaceramis
- Microphalera
- Odontosia
- Odontosina
- Pterostoma
- Ptilodon
- Ptilodontosia
- Ptilophora
- Spatalina
- Togepteryx

## Galeria

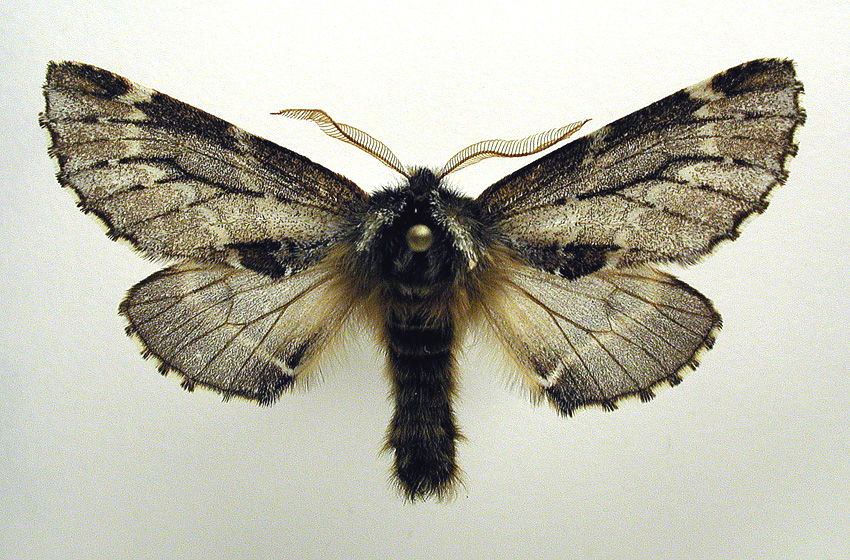
Odontosia sieversii
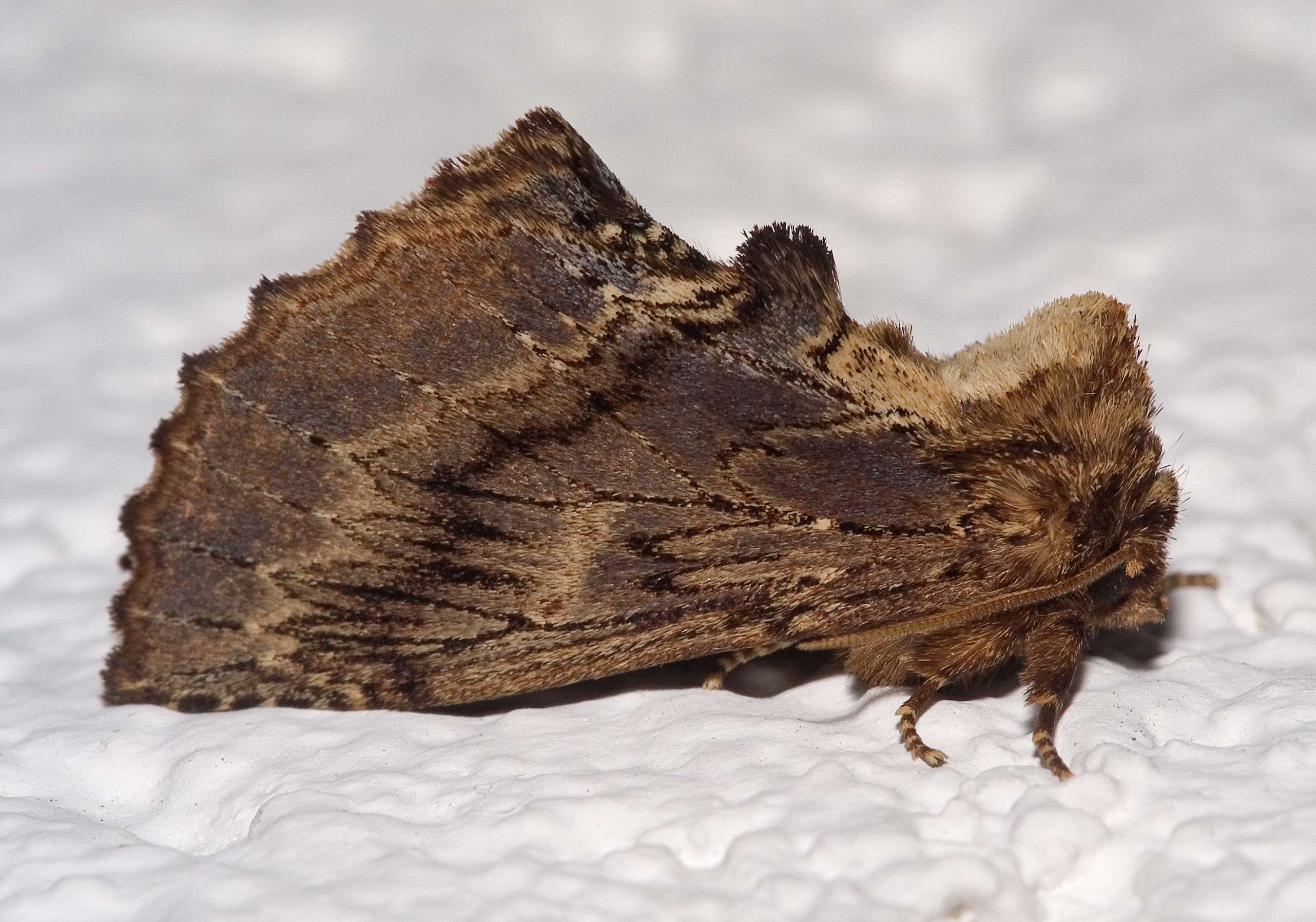
Ptilodon capucina
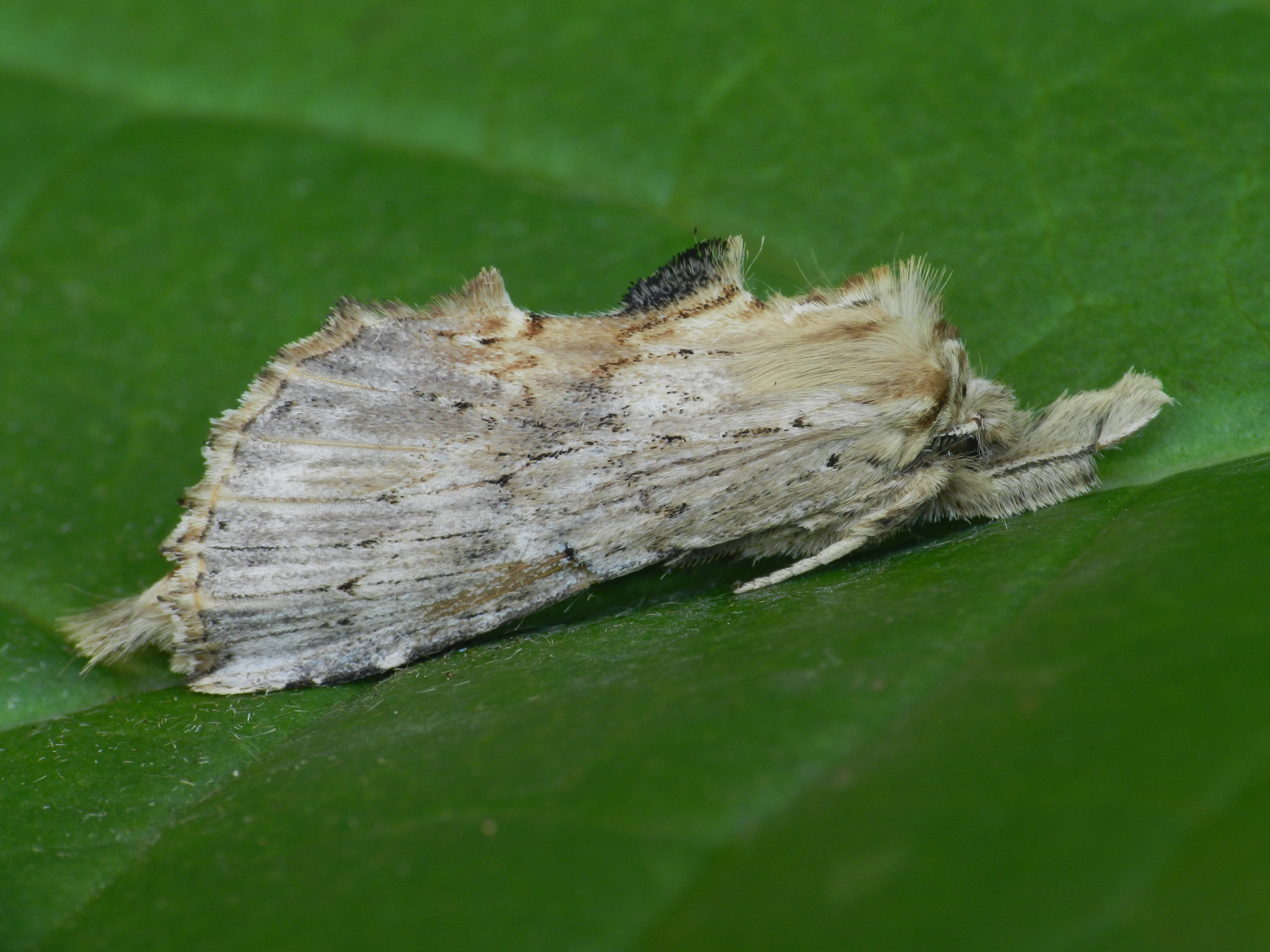
Pterostoma palpina
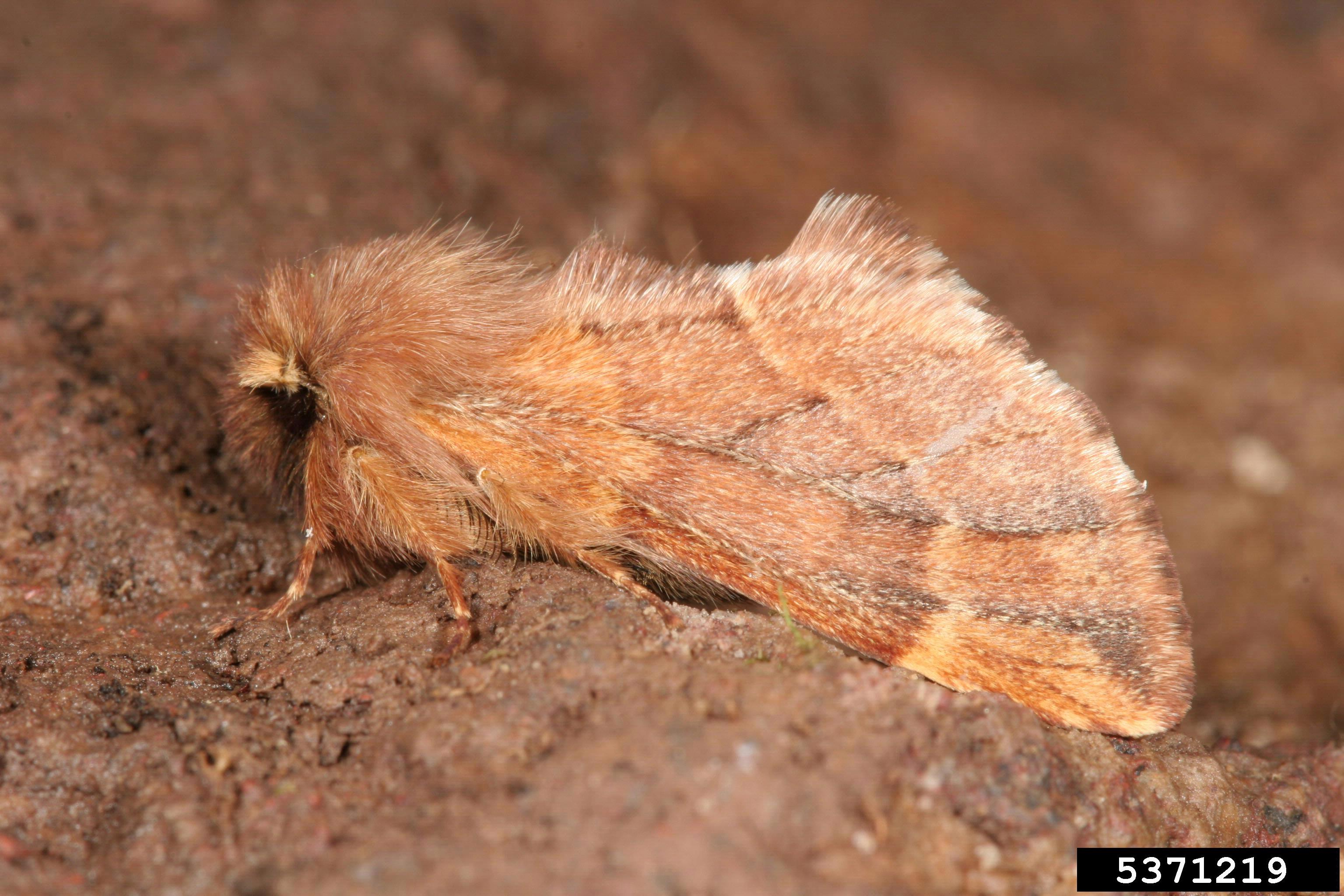
Ptilophora plumigera